# 센트리 건

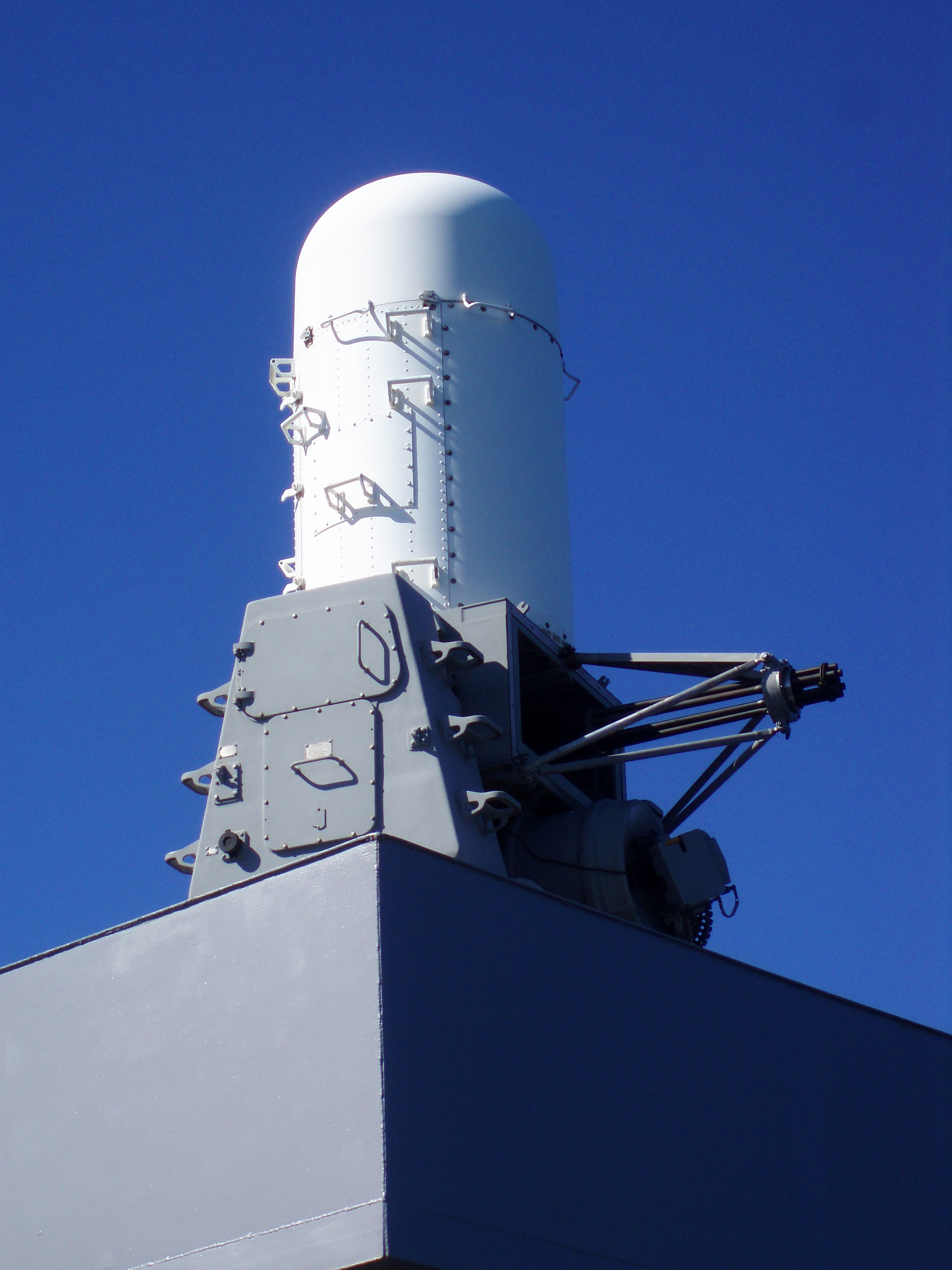
에 탑재된 팰렁스 CIWS 자동 포탑

센트리 건(sentry gun) 또는 보초 로봇은 센서에 의해 감지된 목표물을 자동으로 조준하고 발사하는 무기이다. 최초의 기능을 수행하는 군용 보초포는 근접 무기 시스템인 지점 방어 무기(예: Phalanx CIWS)로, 단거리로 들어오는 미사일과 적 항공기를 탐지하고 파괴하는 데 사용되었으며 처음에는 해군 자산에만 사용되었으며 현재는 지상 방어용으로도 사용된다.

## 군용 사용

### Samsung SGR-A1
SGR-A1

### Sentry Tech
Samson Remote Controlled Weapon Station
Sentry Tech

### Super aEgis II
DoDAAM
Super aEgis II

### 우크라이나 스카이 센티넬
우크라이나의 인공지능 자동 포탑 '스카이 센티넬'이 러시아의 샤헤드 드론 6대를 격추했다. 우크라이나 군의 관계자는 "운영자가 수동으로 목표물을 선택하지 않으며 시스템의 센서와 소프트웨어가 자동으로 목표를 선택한다"고 설명했다.

## 같이 보기
- 골키퍼 CIWS